# Oksana Schatschko

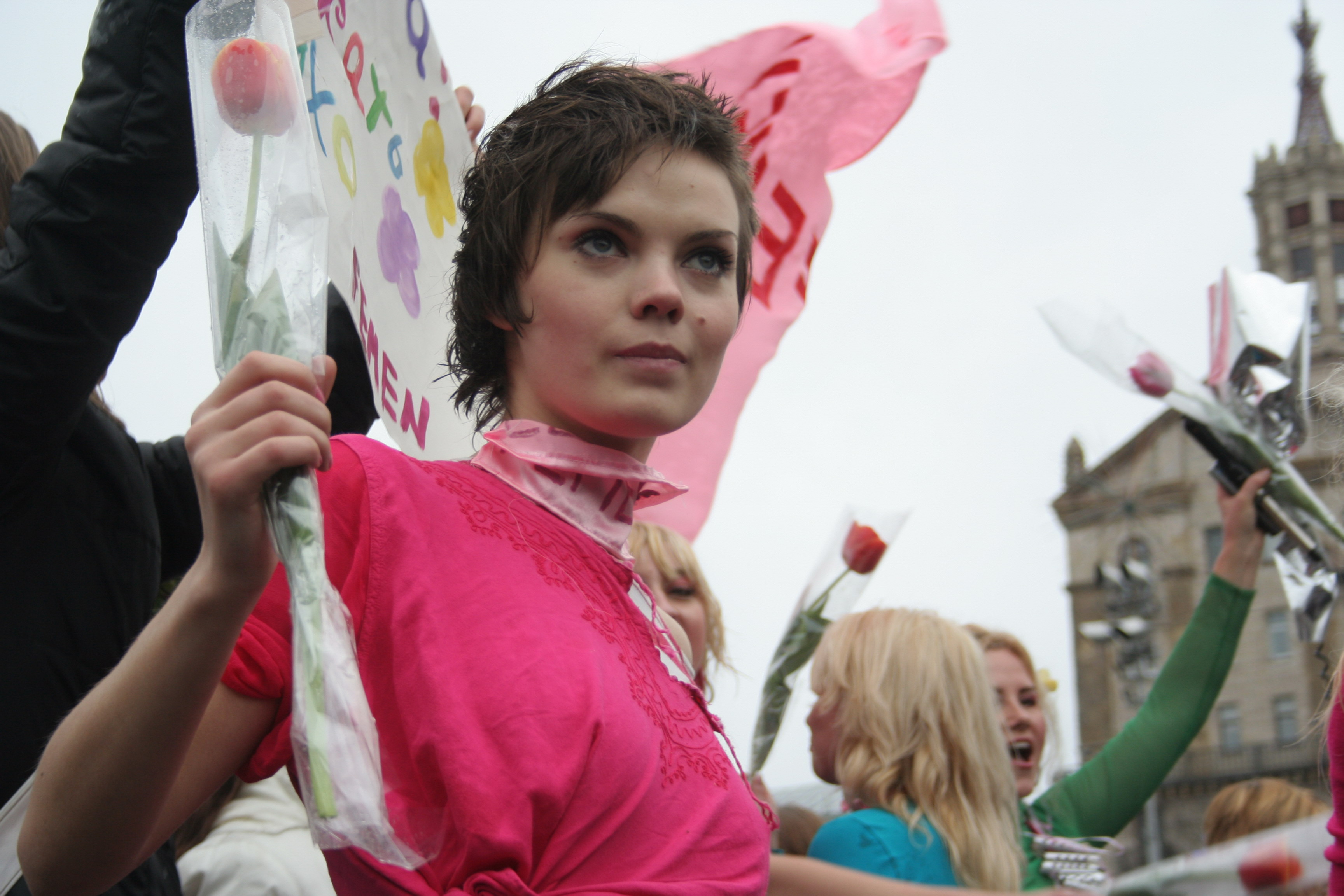
Oksana Schatschko im März 2009

Oksana Wassyliwna Schatschko (ukrainisch Оксана Василівна Шачко, * 31. Januar 1987 in Chmelnyzkyj, Ukrainische SSR, Sowjetunion; tot aufgefunden am 23. Juli 2018 in Montrouge bei Paris, Frankreich) war eine ukrainische Künstlerin und Femen-Aktivistin. Sie war – zusammen mit Hanna Huzol und Alexandra Schewtschenko – im April 2008 eine der Gründerinnen der feministischen Gruppe.

## Leben und Leistungen
Oksana Schatschko studierte Kunst und Kunstgeschichte und hoffte, einmal eine eigene Kunstgalerie zu betreiben. 2008 war sie unter den Gründerinnen von Femen, die die Interessen von Studentinnen in die damals laufenden Studentenproteste in der Ukraine einbringen wollten. Ihre Themen entwickelten sich bald zum Protest gegen sexuellen Missbrauch ukrainischer Frauen und gegen Sextourismus.

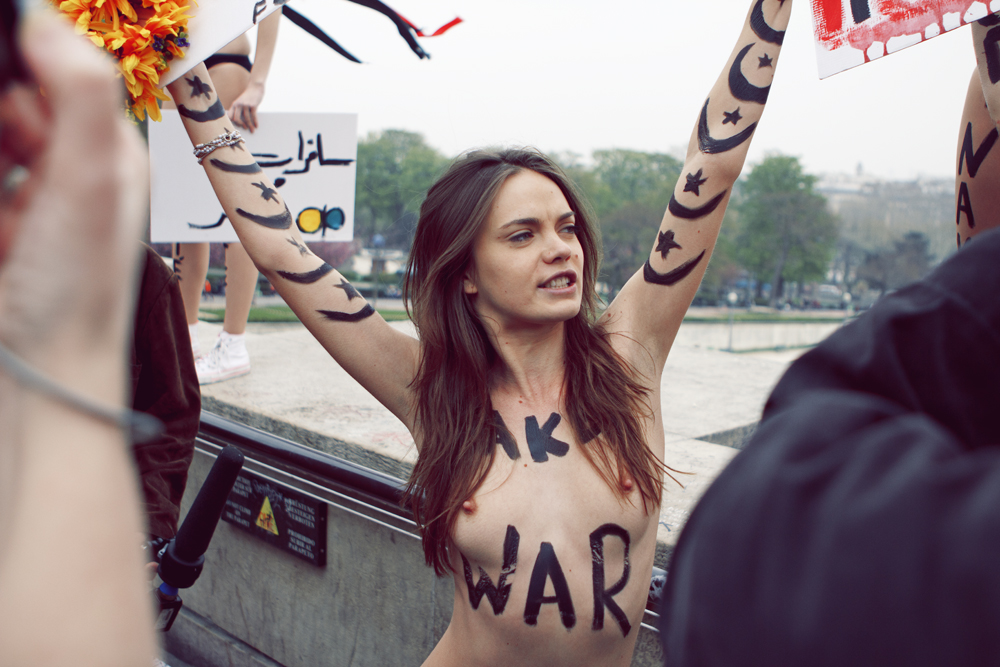
Schatschko während einer Demonstration in Paris, 31. März 2012

Zunächst erweckte Femen Aufmerksamkeit, indem sie Demonstrationen nur in Unterwäsche bekleidet durchführten. Schatschko war die erste, die im August 2009 bei einem Protest in Kiew ihre Brüste entblößte. Dies war die Erfindung des seitdem verbreiteten Auftretens von Femen für Frauenrechte und Menschenrechte in der ganzen Ukraine und schließlich weltweit.
Im Jahr 2011 wurde sie zusammen mit Inna Schewtschenko und einer weiteren Femen-Aktivistin eigenen Angaben zufolge nach einem Protest in der belarussischen Hauptstadt Minsk gegen Präsident Aljaksandr Lukaschenka von KGB-Geheimdienstleuten entführt, mit Verbrennung bedroht, geschoren und am Ende nackt und mit Öl übergossen in einem Wald ausgesetzt.
Schatschko schrieb mit der französischen Autorin Galia Ackerman ein Buch über die Geschichte von Femen, das 2013 im Calmann-Lévy-Verlag veröffentlicht wurde. 2014 erschien Je suis Femen (Ich bin Femen), eine preisgekrönte Dokumentation des Filmemachers Alain Margot über Oksana Schatschko.
Der französische Staat gewährte ihr 2013 den Status eines politischen Flüchtlings. Seit 2015 lebte sie als Malerin in Paris. Am 23. Juli 2018 wurde sie nach Suizid tot in ihrer Wohnung im Pariser Vorort Montrouge aufgefunden.

## Kunst
Schatschko konzentrierte sich seit ihrer Übersiedlung nach Paris auf ihre künstlerische Produktion, die sie in Anlehnung an den Ikonoklasmus als Iconoclast bezeichnete: Orthodoxe Bildkunst auf traditionelle Art gemalt, in die sie verstörende Details einbaute, um religiöse Dogmen mit feministischen, politischen oder humanistischen Botschaften zu konfrontieren. Sie hatte im Mai 2016 in der Pariser Galerie Mansart ihre erste Einzelausstellung.